# Кратер вечной тени
Кратер вечной тени (англ. Permanently shadowed crater) или кратер вечной тьмы (англ. Craters of eternal darkness) — это депрессия на поверхности небесного тела в Солнечной системе, в которой есть область, никогда не освещаемая Солнцем. Такие области называются «постоянно затенёнными регионами» (англ. permanently shadowed regions).
На 2019 год на Луне были найдены 324 кратера вечной тени. Кратеры вечной тени есть также на Меркурии и Церере.

## Расположение
Кратеры вечной тьмы обязаны располагаться в полярных регионах небесных тел, и могут присутствовать лишь на телах с очень малым наклоном оси вращения. Отклонение оси вращения от перпендикуляра к плоскости эклиптики у Луны примерно равно лишь 1,54°, у Меркурия около 0,01°, а у Цереры около 4°. У Земли, Марса и Венеры оно существенно больше, так что кратеров вечной тьмы на этих планетах нет.
На Луне области постоянной тени встречаются на обоих её полушариях до широты 58°, причём известно около 50 постоянно затенённых областей на широтах от 58° до 65°.
Суммарная площадь непрерывно затенённых регионов Луны — около 31 059 км², из них 17 698 км² (57%) расположены в южном полушарии, 13 361 км² — в северном.

## Условия в кратерах вечной тьмы
Кратеры вечной тьмы на Луне и Меркурии могут быть полезны при колонизации космоса наличием в них водяного льда, который можно превратить в воду для питья, кислород для дыхания и горючее для ракет (жидкий водород и жидкий кислород). Примеры таких кратеров, в которых уже отмечено наличие воды, — Рождественский и Кабео на Луне. При спектральном анализе данных, собранных зондом LCROSS, в этих кратерах были обнаружены такие элементы, как серебро, платина, золото (0,11 % в пределах отдельного рудного тела) и ртуть в более высоких концентрациях (0,53 %). Пример области почти постоянной тьмы на Церере — часть кратера Juling.
Бизнес-анализ показывает, что добыча горючего в таких кратерах может быть коммерчески выгодна. Доставка горючего для геостационарных спутников с Земли стоит от 10 до 50 млн долларов за тонну. Доставка его с Луны, в силу её пониженной гравитации, будет обходиться в несколько раз дешевле.
Иногда рядом с кратерами вечной тьмы располагаются пики вечного света, которые могут быть полезны для выработки солнечной энергии. Например, два пика рядом с кратером Шеклтон в сумме освещаются примерно 94 % времени в году.
Температура в постоянно затенённых областях постоянна. На Луне эта температура примерно равна 50 K или ниже (по другой оценке, 25—70 K). Столь низкие температуры делают эти области перспективными для размещения будущих инфракрасных телескопов.
Однако с другой стороны, компьютерное моделирование показывает, что мощные солнечные бури могут заряжать поверхность около полюсов и, возможно, создавать «вспышки», плавящие и испаряющие грунт.
Другие особенности таких регионов — это тьма, мешающая луноходам обозревать окрестности, криогенность реголита, затрудняющая его перемещение, и возможные сложности со связью.
Кратеры вечной тьмы могут содержать очень высокую концентрацию гелия-3, потенциального горючего будущего.

## Исследования
В силу постоянной затенённости, области вечной тьмы невозможно картировать телескопами и спутниковыми камерами зрительного диапазона, поэтому их топографические карты составляются лазерными дальномерами.
В 2009 году аппарат НАСА LCROSS сбросил в лунный кратер Кабео ударный зонд и зафиксировал в выбросах от удара воду.
В 2012 году аппарат НАСА LRO обнаружил, что поверхность постоянно затенённых областей имеет пористый и рассыпчатый характер, что указывает на наличие водяного льда.
Агентство НАСА создало для съёмки постоянно затенённых областей с орбиты с высоким разрешением камеру ShadowCam, которую вывели на окололунную орбиту в 2022 году в качестве полезной нагрузки орбитальный аппарат Данури. Благодаря своей конструкции, ShadowCam обладает светочувствительностью, значительно превосходящей (более чем в 200 раз) возможности предыдущих инструментов, таких как камера LROC NAC.
В 2018 году анализ данных аппарата НАСА с индийского зонда Чандраян-1 подтвердил наличие залежей водного льда в кратерах вечной тьмы, основная часть которых находится в регионе Южного полюса Луны.

## Планы
НАСА планировало запустить в составе намеченной на 2022 год миссии «Артемида-1» на окололунную орбиту кубсат «Лунный фонарик», специально нацеленный на поиск и оценку залежей лунного льда, однако в ходе подготовки к миссии этот аппарат не попал в очередное «окно интеграции» с основной нагрузкой, и дальнейшая его судьба пока неясна.
Проект Международной лунной обсерватории предполагает установку на валу кратера вечной тьмы Малаперт первого, небольшого, телескопа на поверхности Луны.

## Статус
В 2020 году НАСА в одностороннем порядке присвоило постоянно затенённым областям Луны статус «уязвимых мест» (англ. sensitive location), чтобы избежать их загрязнения.